# Morieux
Morieux (bretonisch: Morieg) ist eine Ortschaft und eine ehemalige französische Gemeinde mit 1.058 Einwohnern (Stand 1. Januar 2022) im Département Côtes-d’Armor in der Region Bretagne. Sie gehörte zum Arrondissement Saint-Brieuc und zum Kanton Lamballe.
Mit Wirkung vom 1. Januar 2019 wurde die bisherige Commune nouvelle Lamballe mit den Gemeinden Morieux und Planguenoual fusioniert und dadurch eine neue Commune nouvelle mit dem Namen Lamballe-Armor gebildet. Alle ehemaligen Gemeinden erhielten in der neuen Gemeinde den Status einer Commune déléguée. Der Verwaltungssitz befindet sich im Ort Lamballe.

## Geographie
Umgeben wird Morieux von Planguenoual im Nordosten, von Coëtmieux im Süden und von La Grandville im Westen.

## Bevölkerungsentwicklung
| 1962 | 1968 | 1975 | 1982 | 1990 | 1999 | 2008 | 2012 |
| 481  | 482  | 505  | 615  | 665  | 765  | 882  | 946  |

## Baudenkmäler
Siehe: Liste der Monuments historiques in Morieux